# Euphorbia gracilior
Euphorbia gracilior är en törelväxtart som beskrevs av Arthur John Cronquist. Euphorbia gracilior ingår i släktet törlar, och familjen törelväxter. Inga underarter finns listade i Catalogue of Life.